# Alue Udep
Alue Udep is een bestuurslaag in het regentschap Aceh Timur van de provincie Atjeh, Indonesië. Alue Udep telt 600 inwoners (volkstelling 2010).